# Caratê nos Jogos Pan-Americanos de 2023 - Até 60 kg masculino
A categoria até 60 kg masculino do caratê nos Jogos Pan-Americanos de 2023 foi disputada em 3 de novembro de 2023 no Centro de Esportes de Contato, em Ñuñoa. Um total de nove caratecas de oito Comitês Olímpicos Nacionais (CON) participaram do evento.

## Medalhistas
| Ouro   | CHI Enrique Villalón                 |
| Prata  | CUB Brayan Díaz                      |
| Bronze | BRA Douglas Brose COL Juan Fernández |

## Resultados

### Fase de grupos
Os nove caratecas foram divididos em dois grupos, onde cada um enfrenta seus adversários dentro grupo. Os dois primeiros de cada um avançam para as semifinais.

#### Grupo A
| Pos. | Carateca             | V | D | Pts |
| ---- | -------------------- | - | - | --- |
| 1    | BRA Douglas Brose    | 3 | 0 | 9   |
| 2    | COL Juan Fernández   | 2 | 1 | 6   |
| 3    | USA Frank Ruiz       | 1 | 2 | 3   |
| 4    | EAI Pedro de la Roca | 0 | 3 | 0   |

|                    | Resultado |                      |
| ------------------ | --------- | -------------------- |
| BRA Douglas Brose  | 3–0       | USA Frank Ruiz       |
| COL Juan Fernández | 8–0       | EAI Pedro de la Roca |
| BRA Douglas Brose  | *3–3      | COL Juan Fernández   |
| USA Frank Ruiz     | 4–0       | EAI Pedro de la Roca |
| USA Frank Ruiz     | 0–3       | COL Juan Fernández   |
| BRA Douglas Brose  | 1–0       | EAI Pedro de la Roca |

#### Grupo B
| Pos. | Carateca             | V | D | Pts |
| ---- | -------------------- | - | - | --- |
| 1    | CHI Enrique Villalón | 3 | 1 | 9   |
| 2    | CUB Brayan Díaz      | 2 | 2 | 6   |
| 3    | USA Joseph Tolentino | 2 | 2 | 6   |
| 4    | MEX José Luque       | 2 | 2 | 6   |
| 5    | URU Daiver Larrosa   | 1 | 3 | 3   |

|                      | Resultado |                      |
| -------------------- | --------- | -------------------- |
| CHI Enrique Villalón | 3–2       | CUB Brayan Díaz      |
| URU Daiver Larrosa   | 3–6       | MEX José Luque       |
| CHI Enrique Villalón | 2–1       | USA Joseph Tolentino |
| CUB Brayan Díaz      | 4–4*      | URU Daiver Larrosa   |
| CHI Enrique Villalón | 0–1       | MEX José Luque       |
| CUB Brayan Díaz      | 1–0       | USA Joseph Tolentino |
| CHI Enrique Villalón | 3–2       | URU Daiver Larrosa   |
| USA Joseph Tolentino | 3–1       | MEX José Luque       |
| CUB Brayan Díaz      | 2–1       | MEX José Luque       |
| URU Daiver Larrosa   | 2–3       | USA Joseph Tolentino |

### Fase final
Os vencedores das semifinais disputam a medalha de ouro, enquanto os perdedores conquistam automaticamente as medalhas de bronze.
|  | Semifinais           | Semifinais           |   |  | Final           | Final |  |
|  |                      |                      |   |  |                 |       |  |
|  |                      |                      |   |  |                 |       |  |
|  | BRA Douglas Brose    | 2                    |   |  |                 |       |  |
|  | CUB Brayan Díaz      | 5                    |   |  |                 |       |  |
|  |                      |                      |   |  |                 |       |  |
|  |                      |                      |   |  |                 |       |  |
|  |                      |                      |   |  | CUB Brayan Díaz | 5     |  |
|  |                      | CHI Enrique Villalón | 6 |  |                 |       |  |
|  |                      |                      |   |  |                 |       |  |
|  |                      |                      |   |  |                 |       |  |
|  |                      |                      |   |  |                 |       |  |
|  |                      |                      |   |  |                 |       |  |
|  | CHI Enrique Villalón | 7                    |   |  |                 |       |  |
|  | COL Juan Fernández   | 0                    |   |  |                 |       |  |